# Hanns Dieter Hüsch
Hanns Dieter Hüsch (ur. 6 maja 1925 w Moers, zm. 6 grudnia 2005 w Werfen w gminie Windeck) – niemiecki artysta kabaretowy, aktor, pisarz, twórca piosenek, prezenter radiowy.

## Życiorys
Krótko po zakończeniu II wojny światowej podjął na życzenie rodziny studia medyczne na Uniwersytecie w Gießen, które jednak przerwał już po roku. Przeniósł się wówczas na Uniwersytet Gutenberga w Moguncji, gdzie studiował historię literatury, filozofię i wiedzę o teatrze, z zamiarem zostania reżyserem operowym. Jednak nie ukończył także tych studiów, związał się natomiast w tym okresie z kabaretem studenckim „Die Tol(l)eranten”. W 1949 wystąpił ze swoim pierwszym programem kabaretowym „Das literarische Klavier”. Później program ten z modyfikacjami kontynuował aż do końca swoich występów scenicznych w 2000.
Poza kabaretem utrzymywał się z pracy spikera radiowego w rozgłośni Süddeutscher Rundfunk. W latach 1956–1961 prowadził własny kabaret „arche nova”, będący czołowym kabaretem w Moguncji, dzięki któremu zyskał popularność również w Szwajcarii. W latach 60. był już uważany za jednego z najważniejszych przedstawicieli kabaretu literackiego w Niemczech. Wkrótce poszerzył swój program o teksty polityczne, wsparł m.in. protesty studenckie w 1968.
Od listopada 1962 występował również w telewizji. Jako artysta kabaretowy debiutował w programie „Niemandsland des Lächelns” telewizji ARD. Później współpracował z kanałem ZDF, znany był jako aktor specjalizujący się w dubbingu – podkładał głos m.in. w niemych filmach z Flipem i Flapem, prezentowanych w nowej, dźwiękowej wersji w serii Väter der Klamotte. Kontynuował również występy sceniczne, które dodatkowo uzupełnił o elementy muzyczne – grał na instrumencie klawiszowym phillicorda. W latach 1973–1976 grał głowę rodziny w serialu ARD Goldener Sonntag. Próbował także sił jako reżyser teatralny.
Pod koniec lat 80. ograniczył występy na scenie, a po śmierci pierwszej żony w 1988 przeniósł się z Moguncji do Kolonii. W 2000 odbył pożegnalne tournée. W ostatnich latach życia cierpiał na chorobę nowotworową, w 2001 przeszedł ciężki udar mózgu. W maju 2005 80. rocznicę jego urodzin uhonorowano m.in. wielką galą kabaretową „Die lange Hanns Dieter Hüsch Nacht” w Jenie, transmitowaną w całości (około 10 godzin) przez kilka stacji radiowych. Zmarł pół roku później. Był honorowym obywatelem rodzinnego miasta Moers, laureatem wielu nagród artystycznych, został również odznaczony m.in. Krzyżem Wielkim Orderu Zasługi RFN. Liczne jego programy kabaretowe ukazały się w formie książkowej lub płytowej, wydał również wspomnienia.